# Федеральне міністерство транспорту Німеччини
Федеральне міністерство транспорту (нім. Bundesministerium für Verkehr, BMV)  — вищий федеральний орган виконавчої влади Федеративної Республіки Німеччина, відповідальний за транспортну політику та інфраструктуру країни.

## Історія
Міністерство було засноване 20 вересня 1949 року. Протягом своєї історії воно неодноразово змінювало назву та структуру:
- У 1998 році об'єдналося з Федеральним міністерством регіонального планування, будівництва та міського розвитку, утворивши Федеральне міністерство транспорту, будівництва та житлового будівництва (BMVBW).

- У 2005 році перейменоване на Федеральне міністерство транспорту, будівництва та міського розвитку (BMVBS).

- З 2013 року — Федеральне міністерство транспорту та цифрової інфраструктури (BMVI).

- У 2021 році отримало назву Федеральне міністерство цифрових справ та транспорту (BMDV).

- У травні 2025 року, з формуванням кабінету Мерца, міністерство було перейменовано на Федеральне міністерство транспорту (BMV), а сфери цифрової політики передані новоствореному Федеральному міністерству цифрових технологій та модернізації держави.

## Структура та керівництво
Головний офіс міністерства розташований у Берліні за адресою Інваліденштрассе, 44. Другий офіс, з більшим штатом співробітників, знаходиться у Бонні.
На чолі міністерства стоїть Федеральний міністр транспорту. Станом на 2025 рік цю посаду обіймає Патрік Шнідер (ХДС). Йому допомагають два парламентські державні секретарі та два постійні державні секретарі.
У міністерстві працює приблизно 1 300 осіб, а в підпорядкованих органах — близько 25 000 співробітників.

## Завдання та сфери відповідальності
Міністерство відповідає за:
- Планування, будівництво та утримання федеральної транспортної інфраструктури, включаючи автомагістралі, залізничні мережі, водні шляхи та повітряні маршрути.

- Розробку та впровадження політики у сфері транспорту, включаючи безпеку дорожнього руху, розвиток громадського транспорту, велосипедної та пішохідної інфраструктури.

- Координацію зусиль щодо забезпечення стійкої та екологічно чистої мобільності, включаючи підтримку альтернативних видів палива та електромобільності.

- Управління кризовими ситуаціями та забезпечення готовності до надзвичайних подій у транспортному секторі.

## Підпорядковані органи
Міністерству підпорядковуються численні федеральні агентства та установи, зокрема:
- Федеральне управління автомобільного транспорту (Kraftfahrt-Bundesamt).

- Федеральне агентство залізничного транспорту (Eisenbahn-Bundesamt).

- Федеральне управління водних шляхів і судноплавства (Wasserstraßen- und Schifffahrtsverwaltung des Bundes).([BMV][1])

- Федеральне агентство з цифрової інфраструктури.